# Galleriinae
Galleriinae — подсемейство чешуекрылых насекомых из семейства огнёвок.

## Описание
Челюстные щупики едва заметные, гладкие. Губные щупики короткие, у самца и самки различны по форме и длине.